# Itoplectis melanopus
Itoplectis melanopus är en stekelart som beskrevs av Setsuya Momoi 1973. Itoplectis melanopus ingår i släktet Itoplectis och familjen brokparasitsteklar. Inga underarter finns listade i Catalogue of Life.